# Mleko

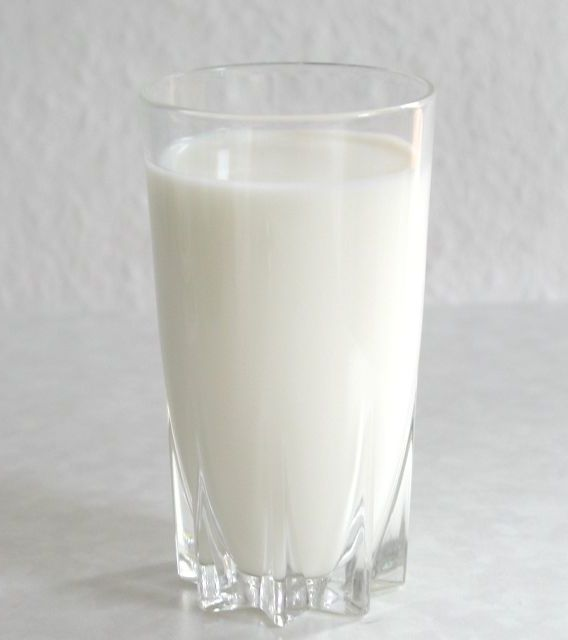
Szklanka mleka krowiego

Mleko – wydzielina gruczołu mlekowego samic ssaków, pojawiająca się w okresie laktacji. Jako produkt żywnościowy dla człowieka najczęstsze zastosowanie ma mleko krowie.
Mleko jest mieszaniną wieloskładnikową, składająca się z trzech podstawowych faz, będących w ścisłej zależności od siebie:
- emulsyjnej,
- koloidalnej,
- molekularnej.

Mlekiem zwyczajowo nazywane są także produkty o konsystencji przypominającej mleko odzwierzęce (choć niekoniecznie o przeznaczeniu konsumpcyjnym), takie jak mleko sojowe, ryżowe czy kauczukowe.

## Główne fizykochemiczne cechy mleka
| Typ mleka | Zawartość kwasu mlekowego [%] | Gęstość [g/cm³] | Lepkość [cp] | Napięcie powierzchniowe [dyn/cm] | Współczynnik refrakcji światła | Temperatura krzepnięcia [°C] | Konduktywność [mS/m] |
| --------- | ----------------------------- | --------------- | ------------ | -------------------------------- | ------------------------------ | ---------------------------- | -------------------- |
| Krowie    | 0,14                          | 1,03            | 1,59         | 51,0                             | 1,3426                         | −0,54                        | 4,68                 |
| Bawole    | 0,13                          | 1,03            | 1,79         | 49,8                             | 1,3420                         | −0,56                        | 4,96                 |
| Kozie     | 0,16                          | 1,03            | 1,53         | 51,4                             | 1,3424                         | −0,51                        | 5,34                 |

## Rola i znaczenie biologiczne mleka
Mleko ludzkie i nieprzetworzone mleko innych ssaków, zawiera przede wszystkim składniki odżywcze niezbędne do prawidłowego rozwoju organizmu w pierwszym okresie życia pozapłodowego.
Poza tym zawiera również wiele innych składników, które spełniają różnorodne ważne funkcje biologiczne.
Między innymi są to:

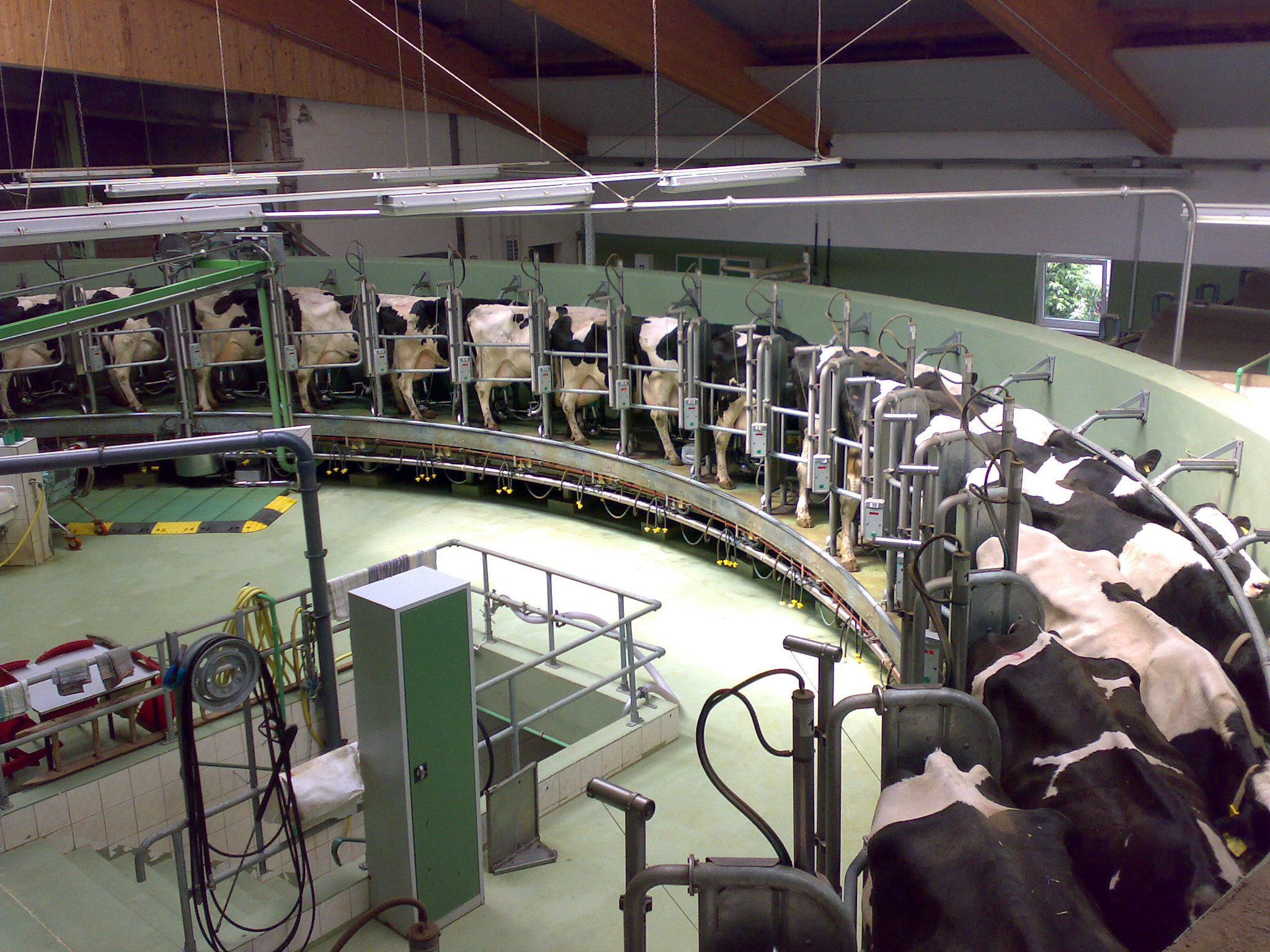
Krowy w dojarni karuzelowej

- ułatwienie przyswajania i trawienia składników odżywczych mleka
- udział i wpływ na liczne procesy immunologiczne
- wpływ na prawidłowy rozwój dziecka
- ochrona przed infekcjami i pomoc w zwalczaniu pojawiających się infekcji
- udział w procesach dojrzewania przewodu pokarmowego

## Skład chemiczny mleka krowiego

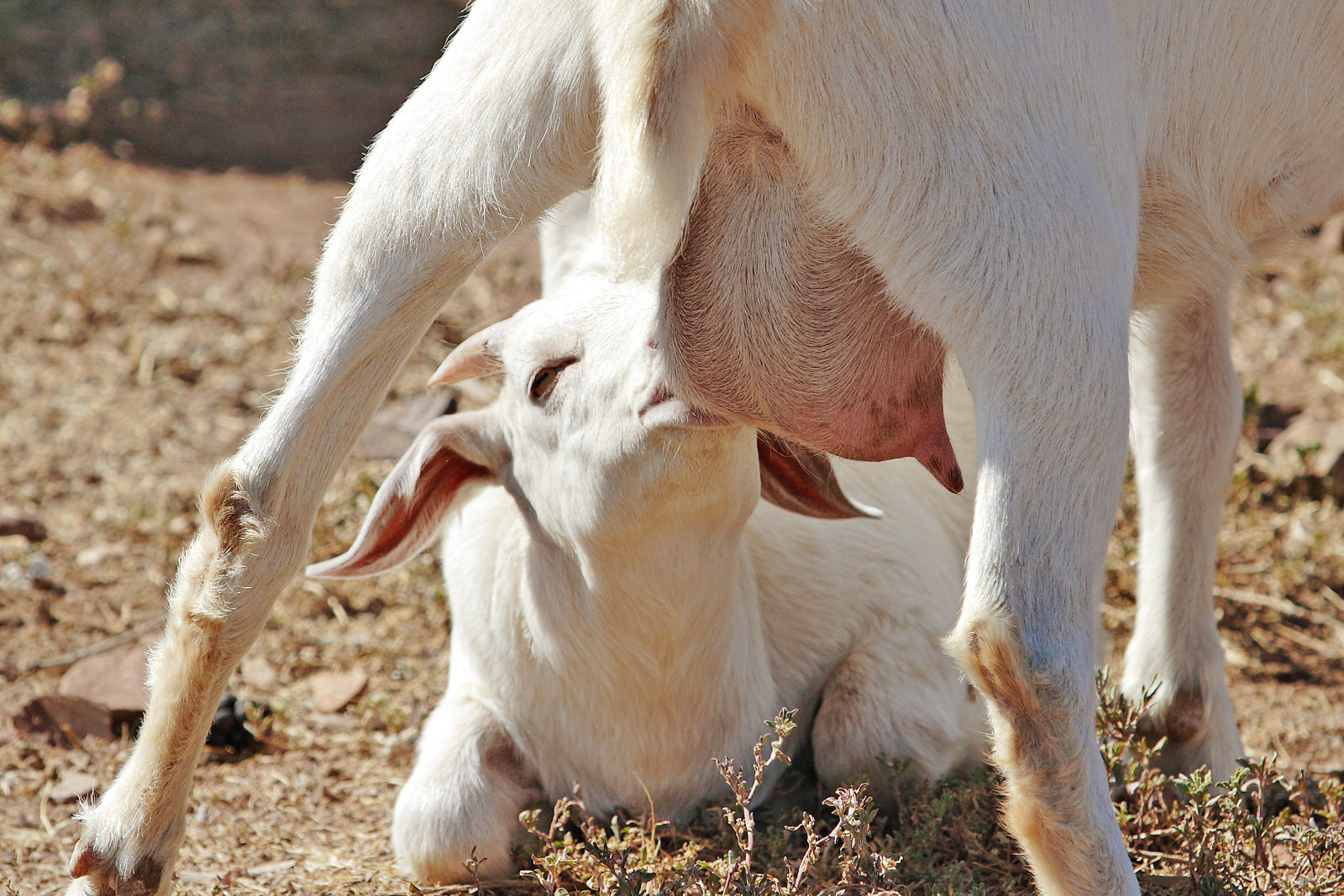
Młoda koza karmiąca się mlekiem matki

Skład mleka jest uwarunkowany genetycznie. Ilość składników mleka jest uwarunkowana genetycznie oraz środowiskowo (przyjmuje się, że warunki środowiskowe mają 70% znaczenie w ilości składników mleka, natomiast geny – 30%). Z warunków środowiskowych najważniejsze jest żywienie oraz zdrowotność.
Synteza białek mleka, to jest kazeiny, β-laktoglobuliny i α-lakto-albuminy, odbywa się w komórkach wydzielniczych gruczołu mlecznego. Odcinki wydzielnicze to system pęcherzyków i cewek, zbudowany z piramidowych komórek zakończonych mikrokosmkami. Białka tworzone są w 90% z wolnych aminokwasów, a w pozostałej części z peptydów i glukoproteidowych frakcji globularnych, doprowadzanych z krwią do komórek mlekotwórczych. Pozostałe białka: albumina surowicy krwi i immunoglobuliny przenikają do mleka bezpośrednio z krwi. Źródłem aminokwasów potrzebnych do syntezy białek mleka jest dieta; u bydła pochodzą one z paszy oraz z drobnoustrojów obficie rozwijających się w żwaczu, trawione w dalszych odcinkach przewodu pokarmowego.
Do wytworzonych frakcji kazeinowych dołączany jest w aparacie Golgiego fosfor w postaci reszt ortofosforowych. Następnie wiązaniem estrowym zostaje przyłączona seryna, co umożliwia samoistne formowanie się micel kazeinowych z udziałem jonów wapniowych, fosforanowych i cytrynianowych.
Ze wszystkich związków azotowych obecnych w mleku wyróżnia się: związki azotowe niebiałkowe (5%), kazeinę (75–80%), białka serwatkowe (15–20%).
- Kazeina – to najważniejsze białko mleka. Jej zawartość w mleku krowim wynosi 2,4–2,6%. Skład elementarny kazeiny: węgiel C (53%), wodór H (7%), tlen O (22%), azot N (15,65%), siarka S (0,76%), fosfor P (0,8550%).

Kazeina występuje w mleku w postaci miceli tworzących roztwór koloidalny. Micele mają kształt sferyczny, ich średnica to 50–250 nm. Masa micelarna to 100–150 mln Da. Micele są wyraźnie widoczne pod mikroskopem. Struktura miceli jest porowata, a jej cząstki wypełniają mniej niż połowę objętości. Sprzyja to wiązaniu wody, jonów, laktozy i enzymów. W 1 ml mleka jest 7·1013 miceli, stanowią one łącznie od 5 do 6% objętości mleka. Micele utworzone są z podjednostek frakcji kazeinowych. W mleku krowim 40% kazeiny stanowi frakcja α, 30% frakcja β, a dalsze 15% frakcja κ. W skład każdej miceli wchodzi od 300 do 500 podjednostek. Są połączone jonami wapniowymi, fosforanowymi i cytrynianowymi.
- Albuminy – są reprezentowane przez alfa-lakto-albuminę, β-lakto-globulinę i albuminę serum, tzw. albuminę surowicy krwi. Białka te w mleku występują w rozproszeniu i są bardzo trudne do wydzielenia w postaci skrzepu. Białka te nie zawierają fosforu, natomiast bogate są w lizynę, a β-lakto-globulina ulega denaturacji podczas silnego ogrzania, co ma niekorzystny wpływ na wydzielanie skrzepu przy pomocy podpuszczki. α-lakto-albumina jest bardziej odporna na wysokie temperatury. Pasteryzacja (80–90 °C) nie powoduje jej koagulacji. W związku z tym zawsze pozostaje ona w serwatce.
- Globuliny wysokocząsteczkowe (immunoglobuliny). W mleku normalnym jest ich około 0,06%. W dużych ilościach występują w siarze. Obserwuje się je również u krów z zapaleniem wymienia (mastitis). Mleko mastitisowe to mleko od krów z zapaleniem wymienia. Produkowane są przez komórki plazmatyczne występujące w gruczołach mlecznych. Wyróżnia się 3 grupy immunoglobulin:
  - Typ G (IgG) – stanowi 90% całości globulin mleka bydła (u ludzi dominują IgA), o masie cząsteczkowej 150–170 tys.
  - Typ M (IgM) – o masie cząsteczkowej 0,9–1 mln.
  - Typ A (IgA) – o masie cząsteczkowej 300–500 tys.

### Cukry
Laktoza, zwana cukrem mlecznym, jest w całości wytworem gruczołu mlekowego krowy. W 80% powstaje z glukozy, a w 20% z octanów.
- Laktoza jest najważniejszym węglowodanem mleka. Zawartość w mleku krowim to 4,5–4,8%. Laktoza jest dwucukrem zbudowanym z D-glukozy i D-galaktozy, które są połączone wiązaniem β-glikozydowym pomiędzy 1. węglem galaktozy a 4. węglem glukozy. Galaktoza występuje zawsze w formie β, a glukoza w α lub β. Laktoza należy do cukrów redukujących. Ulega również wielu zmianom pod wpływem bakterii i drożdży. Pierwszym etapem tych przemian jest najczęściej hydroliza przy udziale enzymów laktazy. Powstałe w ten sposób cukry proste: glukoza i galaktoza w warunkach tlenowych utleniają się do CO2 i H2O, natomiast w warunkach beztlenowych ulegają fermentacji: alkoholowej i mlekowej. Laktoza jest odporna na wysokie temperatury, nawet 120 °C. Dopiero w 170 °C traci wodę hydratacyjną i przekształca się w karmel.

### Tłuszcz mleczny
Tworzony jest z glicerolu i kwasów tłuszczowych. Glicerol powstaje w trakcie przemian glukozy, a nasycone kwasy tłuszczowe z fermentacji błonnikowej zachodzącej w żwaczu. Nienasycone kwasy tłuszczowe stanowiące od 3 do 5% tłuszczu dostarczane są z paszą, a następnie rozprowadzane z limfą lub w połączeniach lipoproteinowych z krwią. Część kwasów nienasyconych pochodzących z paszy ulega jednak uwodornieniu (nasyceniu) w żwaczu przez mikroflorę fermentacyjną.
- Ogólna zawartość tłuszczu mlecznego w mleku to 2,7–5,5%. Blisko 80% masy tłuszczu reprezentują kuleczki o średnicy 2–6 mikrometrów. Pod koniec okresu laktacji średnica kuleczek ulega zmniejszeniu. Silny stopień rozproszenia (dyspersji) ilustruje fakt, że w 1 ml mleka jest od 2 do 6 miliardów kuleczek. Na powierzchni kuleczek są tzw. otoczki fosfolipidowo-białkowe. Natomiast wewnątrz jest półpłynny tłuszcz. Tłuszcz mleczny chemicznie jest tzw. tłuszczem właściwym, czyli estrem glicerolu i kwasów tłuszczowych (98%). Pozostałe 2% stanowią: cholesterol, fosfolipidy, karoteny, witaminy. Podstawowe kwasy tłuszczowe: linolowy, linolenowy i arachidonowy stanowią grupę niezbędnych nienasyconych kwasów tłuszczowych (NNKT, witamina F). W mleku krowim występuje również dużo kwasu oleinowego, który stanowi 37% zawartości tłuszczu mleka. Głównym fosfolipidem mleka jest lecytyna, która ma zdolności stabilizowania emulsji. Zawartość lecytyny: 0,02–0,035%. Cholesterol występuje z tłuszczem w stosunku 1:100. Strawność tłuszczu mlecznego jest bardzo wysoka, 97–99%. Tak wysoka strawność wynika z dużego rozproszenia kuleczek tłuszczowych w mleku, jak i również z niskiej temperatury topnienia tłuszczu (31–42 °C).

### Substancje mineralne
- Wapń. W nieprzetworzonym mleku krowim od 1 do 1,2 g/l. Ok 2/3 całego wapnia związane jest z kazeiną w postaci dwu- i trójwapniowego fosforanu. 10% wapnia występuje w formie jonowej, a ok. 20% jako niezjonizowane węglany, fosforany i cytryniany.
- Fosfor. W mleku krowim 0,093–0,096%. W postaci fosforanów wapnia, magnezu i potasu. Związany jest także estrowo z kazeiną, tłuszczami i cukrowcami.
- Potas. Występuje głównie w postaci wolnych jonów. Zawartość waha się w granicach 1,35–1,55 g/l. Zawartość potasu zależna jest od zawartości sodu. Im mniej sodu, tym więcej potasu.
- Chlor, Sód. Występują w mleku jako wolne jony, ale w ścisłym powiązaniu z jonami wapnia i potasu. Zasadnicza rola chloru i sodu polega na utrzymaniu odpowiedniego ciśnienia osmotycznego mleka (wspomaga ono również laktozę).
- Magnez. Występuje w mleku zarówno w postaci związków rozpuszczonych (73–75% ogólnej ilości), jak i w postaci koloidalnej – fosforanów i cytrynianów. Tylko niewielka ilość magnezu (15%) występuje jako wolne jony. Magnez wpływa na stabilność termiczną mleka.
- Kwas cytrynowy. Świeże mleko ma go od 0,16 do 0,2%. Jest on syntetyzowany w gruczole mlekowym; spełnia rolę czynnika buforującego. W 90% tworzy rozpuszczalne sole wapnia, magnezu i potasu.

### Witaminy
- Witamina A. Wytwarzana przez organizm krowy z karotenu pobieranego z paszą. Następnie z krwią transportowana jest do gruczołu mlecznego. Witamina A gromadzona jest głównie w tłuszczu mleka; zawiera on 0,002% witaminy A i 0,0001% karotenu.
- Witamina D. Powstaje w organizmie zwierzęcia lub bezpośrednio w mleku, a nawet w paszy: ze steroli pod wpływem promieni UV. W mleku obecny jest cholesterol w ilości 0,012% i w witaminę D może się on przekształcać przez naświetlenie mleka lub po spożyciu.
- Witamina E (tokoferol). Jej źródłem jest pasza zadawana krowie. Dlatego w sezonie pastwiskowym mleko jest bogatsze w witaminę E niż w sezonie zimowym.
- Witaminy z grupy B. Są wytwarzane przez mikroflorę (drobnoustroje) w żwaczu i jelitach.

pH świeżego mleka powinno mieścić się w przedziale 6,5-6,7.

### Porównanie mleka kobiecego i nieprzetworzonego mleka krowiego
| Substancja        | Mleko kobiece                        | Mleko krowie                         | Literatura |
| ----------------- | ------------------------------------ | ------------------------------------ | ---------- |
| Białko            | Albumina (1,0 – 1,6 g/100 ml)        | Kazeina (3,3 – 4,3 g/100 ml)         | [ 4 ]      |
| Tłuszcze          | Kwasy nienasycone (3,3–4,4 g/100 ml) | Kwasy nienasycone (3,9–5,7 g/100 ml) | [ 4 ]      |
| Cukier laktoza    | 6,8–7,0 g/100 ml                     | 4,5–4,9 g/100 ml                     | [ 4 ]      |
| Fosfor            | 4,84 mmol/l                          | 30,7 mmol/l                          |            |
| Wapń              | 8,23 mmol/l                          | 30,11 mmol/l                         |            |
| Ilość kcal/100 ml | 71 kcal                              | 61-66 kcal                           |            |
| pH                | 7,2                                  | 6,6                                  |            |
| Sucha masa        | 11,5-12,5g/100 ml                    | 12,6-15,4g/100 ml                    | [ 4 ]      |

| Gatunek            | Tłuszcz | Białko | Laktoza |
| ------------------ | ------- | ------ | ------- |
| Słoń               | 22,1    | 3,2    | 7,4     |
| Szympans           | 3,7     | 1,2    | 7,0     |
| Człowiek           | 4,0     | 1,3    | 6,5     |
| Koń                | 1,6     | 2,7    | 6,2     |
| Owca               | 9,0     | 4,7    | 5,8     |
| Zebra              | 4,8     | 3,0    | 5,3     |
| Wielbłąd           | 5,4     | 3,8    | 5,1     |
| Świnia             | 5,0     | 3,7    | 5,0     |
| Kot                | 5,0     | 7,2    | 4,9     |
| Krowa              | 3,7     | 3,3    | 4,8     |
| Kangur             | 4,0     | 3,9    | 4,7     |
| Koza               | 4,1     | 3,7    | 4,2     |
| Pies               | 11,8    | 8,7    | 3,3     |
| Szczur             | 12,0    | 9,2    | 3,3     |
| Niedźwiedź polarny | 9,5     | 9,6    | 3,0     |
| Szara foka         | 53,2    | 11,2   | 2,6     |
| Bóbr               | 19,8    | 9,0    | 2,2     |
| Królik             | 10,5    | 15,5   | 2,0     |
| Delfin             | 34,9    | 10,6   | 0,9     |

Skład mleka różnych gatunków zwierząt dość znacznie się różni – mleko krowie ma ok. 4% tłuszczu, a renifera 22%. W mniejszym stopniu występują różnice między poszczególnymi rasami i osobnikami. Mleko niektórych ssaków nie nadaje się do bezpośredniej konsumpcji przez człowieka. Na przykład mleko fok i wielorybów zawiera 12 razy więcej tłuszczu, a także więcej białka niż mleko krowie, natomiast prawie nie zawiera węglowodanów. Istotnym składnikiem mleka jest również laktoza – dwucukier nadający mleku charakterystyczny słodkawy posmak.

## Skażenia mikrobiologiczne mleka
Powodem obecności bakterii patogennych są: choroba zwierzęcia, kontakt zwierzęcia z chorym człowiekiem, brak higieny doju i przetrzymywania mleka.
- Rodzaj Salmonella. Obejmuje dwa gatunki bakterii z ponad 2 500 serotypów, z których nie wszystkie są chorobotwórcze dla człowieka. Nosicielem jest człowiek i zwierzęta gospodarskie, głównie kury, kaczki, świnie, a także gryzonie. Źródłem skażenia mogą być też ścieki komunalne, skażony nawóz, owady. Pałeczki Salmonella rosną w zakresie temperatur 5–46 °C i pH 6,6-8,2. Giną podczas pasteryzacji. Serotypy szczególnie chorobotwórcze dla ludzi powodują ciężkie schorzenia, np. dur brzuszny (Salmonella typhi), dur rzekomy (Salmonella paratyphi). Wyróżnia się także serotypy pałeczek Salmonella tzw. odzwierzęce: Salmonella enteritidis i Salmonella typhimurium. Wywołują one zatrucia pokarmowe tzw. salmonellozy, zwłaszcza po spożyciu żywności: mleko surowe, jaja, mięso. Czas inkubacji wynosi 6–8 godzin, a nawet do 72 godzin.
- Rodzaj Staphylococcus. Gronkowce z tego rodzaju występują na powierzchni ciała człowieka i zwierząt; u krów szczególnie na błonach śluzowych i przewodach strzykowych. Można je spotkać w glebie i wodzie. Rosną w zakresie temperatur 15–46 °C i pH 4,2-9,3. Chorobotwórczy gatunek Staphylococcus aureus (gronkowiec złocisty) wywołuje ropnie skóry, zapalenie migdałków podniebiennych (angina), zatrucia pokarmowe, a u krów zapalenia wymienia. Zatrucie pokarmowe u ludzi przypisuje się spożyciu żywności zakażonej gronkowcem wytwarzającym toksyny odporne na działanie enzymów i kwasu żołądkowego. W ciągu kilku godzin od spożycia występują: biegunki, wymioty, które ustępują po wydaleniu z organizmu pokarmu zawierającego toksyny. Objawy zatrucia występują po spożyciu pokarmu zawierającego od 105 do 106 komórek gronkowca na 1 g produktu. Ciepłoodporność toksyn jest wysoka; wytrzymują ogrzewanie 100 °C przez 20 minut. W przypadku silnego skażenia mleka temperatura pasteryzacji nie likwiduje zagrożenia gronkowcem.
- Rodzaj Shigella. Głównym źródłem zakażenia produktów jest chory człowiek. Osoby, które przebyły chorobę, mogą być nadal nosicielami bakterii. Potocznie zatrucie shigellą nazywa się „chorobą brudnych rąk”, inaczej czerwonką bakteryjną. Objawia się gorączką, krwawą biegunką, szczególnie niebezpieczną dla małych dzieci. Bakterie uszkadzają nabłonek jelit i produkują toksyny, które przenikają do krwi, śluzów i kału. Shigella jest bardzo zakaźna; objawy choroby wywołuje od 10 do 100 komórek. Bakterie rosną najlepiej w temperaturze 10–40 °C. Dobrze znoszą niższe temperatury. Giną w temperaturze 56 °C. Czas inkubacji choroby to 1–7 dni.
- Rodzaj Listeria. Obejmuje gatunki chorobotwórcze, jak i niechorobotwórcze. Do chorobotwórczych zalicza się Listeria monocytogenes. Rośnie w temperaturze 0–45 °C. Optymalna kwasowość pH 5-9. Źródłem chorobotwórczych są zwierzęta: psy, krowy, owce, świnie, owady. Dawka zakaźna: 100–1 000 żywych komórek bakterii. Trzeba zaznaczyć, że nawet niższe dawki mogą się namnażać w organizmie i później wywołać posocznicę. Mogą również oddziaływać na mózg i serce, a także przenikać do płodu. W przypadku epidemii wskaźnik śmiertelności wynosi 30%. Czas inkubacji: 2 dni do 3 tygodni. Najczęściej występuje w: mleku, serach twarogowych, mięsie, owocach, warzywach. Listeria są ciepłoodporne; przeżywają 80 °C przez 5 minut i mogą namnażać się w warunkach chłodniczych.
- Rodzaj Yersinia. Obejmuje pałeczki rosnące bardzo dobrze w niskich temperaturach, nawet ujemnych. Są to tzw. psychrotrofy. Źródłem zakażenia może być zwierzę domowe: kot, pies, świnia, a także szczury. Zachorowanie na jersiniozę występuje po spożyciu żywności zawierającej 108-109 komórek. Najczęściej zakażona jest żywność: surowe mleko, lody, sery twarogowe, mięso. Yersinia rozwija się i namnaża na błonie śluzowej jelit przez 5–10 dni. Prowadzi to do zmian zapalnych jelit, owrzodzeń, gorączki, wymiotów i bólów brzucha przypominających zapalenie wyrostka. U osób dorosłych może powodować zapalenie stawów i dróg moczowych.
- Rodzaj Campylobacter. Dominuje u bydła, zwłaszcza w jego układzie pokarmowym. Bakterie rosną w temperaturze 37–47 °C. Są wrażliwe na pasteryzację, a także na niską kwasowość. Do wywołania zakażenia konieczne jest spożycie surowych produktów pochodzenia zwierzęcego zawierających 104 bakterii. Campylobacter jejuni jest powszechnym patogenem człowieka. Wywołuje zapalenie jelit przez wytwarzanie toksyn: zaburzenia gastryczne występują po 2–5 dniach od spożycia; bardzo wysoka gorączka 40 °C, ból głowy, ostra biegunka.
- Rodzaj Escherichia. Pałeczki są wrażliwe na niskie temperatury, jak i na ogrzewanie i temperatury powyżej 60 °C. Optymalna temperatura wzrostu to 37 °C, pH 4,2-9. W grupie Escherichia wyróżnia się enteropatogenne typy Escherichia coli, przyczyniające się do ciężkich biegunek wywołujących silne odwodnienie organizmu. Są też przyczyną tzw. biegunek podróżnych. Escherichia coli rośnie w jelitach, produkuje toksyny. Źródłem zakażenia jest mleko surowe, jaja, sałatki warzywne, ser biały. Escherichia może się namnażać w żywności niewłaściwie przechowywanej.
- Wirusy. Żywność może być zakażona wtórnie lub pierwotnie i wtórnie przez zwierzęta. Zasadniczą rolę odgrywają tzw. enterowirusy.
  - Echo – to wirus zapalenia opon mózgowych.
  - Poliomyelitis – choroba Heinego-Medina.
  - Coxsackie – zapalenie opon mózgowych, zapalenie dróg oddechowych.
  - Wirus zapalenia wątroby typu A (WZW) – przedostaje się drogą pokarmową; jest odporny na działanie czynników zewnętrznych.

## Naturalne składniki mleka jako czynniki chorobotwórcze
- Alergie na białka mleka. Występują najczęściej u dzieci i zanikają często do 3 roku życia, choć mogą występować także u dorosłych. Także może występować u osób ciężko chorych, będąc zwykle wynikiem stanów zapalnych żołądka i jelit. Przyczyną może być:
  - β-lakto-globulina, nieobecna w mleku ludzkim
  - kazeina – czynnikiem alergicznym jest frakcja α. Alergia ta ustępuje przy zamianie mleka krowiego na kozie
  - α-lakto-albumina i albuminy surowicy krwi – najczęstsze objawy alergii na nie to wysypki, pokrzywka, biegunki, kaszel; może doprowadzić do astmy
- Nietolerancja laktozy. Wynika z braku lub niedoboru w organizmie dorosłego człowieka enzymu laktazy.

- Wyróżnia się nietolerancję:
  - wrodzoną – dziecko nie posiada zdolności wytwarzania enzymu laktazy
  - pierwotną – występującą w niektórych populacjach ludzkich (np. zamieszkałych w części Afryki, w Chinach, a także u aborygenów) – w tych populacjach produkcja laktazy jest wyłączana z wiekiem tak samo, jak dzieje się to u większości ssaków. Również u osób dorosłych, które przez kilka lat nie spożywały mleka, obserwuje się obniżenie aktywności laktazy.
  - wtórną – będącą wynikiem stanów zapalnych żołądka, jelit, zabiegów chirurgicznych lub długotrwałej diety bezmlecznej. Prowadzi do całkowitego zaniku enzymu.
- Nietolerancja galaktozy. Zdarza się u dzieci z niedoborem enzymu lub kilku enzymów katalizujących. Galaktoza normalnie jest wychwytywana przez wątrobę i włączana w cykl przemian wewnątrzkomórkowych. Przy braku enzymów gromadzi się w moczu i prowadzi do schorzenia, tzw. galaktozemii. Ujawnia się to zaraz po urodzeniu objawiając się biegunką, wymiotami. U chorych dzieci eliminuje się z diety produkty z galaktozą, gdyż mogą zahamować wzrost i silnie zahamować rozwój umysłowy dziecka.

## Enzymy rodzime mleka
- Lipazy. Powodują syntezę tłuszczu w gruczole mlecznym, a później w mleku po udoju odszczepiają od glicerydów krótkie kwasy tłuszczowe. Powoduje to w mleku i jego przetworach, szczególnie schłodzonych, jełki smak i zapach. W mleku lipazy związane są głównie z kazeiną. Rozróżniamy 2 rodzaje lipolizy:
  - lipoliza spontaniczna, występująca najczęściej w mleku otrzymanym pod koniec laktacji lub krótko po wycieleniu. Ujawnia się bardzo szybko po doju, a do jej zaistnienia wystarcza schłodzenie mleka do temperatury niższej niż 15 °C. Mleko wykazujące ten rodzaj lipolizy określa się jako podatne naturalnie.
  - lipoliza indukowana, związana jest z przepompowaniem mleka, energicznym mieszaniem, spienieniem i zmianami temperatury.

Oba rodzaje lipoliz są hamowane przez światło słoneczne, metale: miedź i żelazo oraz temperaturę 80 °C przez 20 sekund.
- Proteaza. Powoduje rozpad białek. Enzym związany jest z kazeiną. Przechodzi do skrzepu mleka. Może przyczyniać się do rozpadu białek w czasie dojrzewania serów podpuszczkowych. Ulega inaktywacji w temperaturze 90 °C w czasie 1 do 5 minut.
- Fosfataza alkaliczna. Hydrolizuje estry kwasu fosforowego. Do 40% tego enzymu związane jest z kuleczkami tłuszczowymi. Aktywatorami fosfatazy alkalicznej są jony manganu i miedzi. Unieczynnia ją niska pasteryzacja, tj. 72 °C przez 15 sekund.
- Fosfataza kwaśna. Część tego enzymu związana jest z kuleczkami tłuszczowymi, a część (70%) znajduje się w fazie wodnej mleka. Odszczepia fosfor od kazeiny, dlatego też może powodować rozpad miceli kazeinowych i tworzenie luźnego skrzepu. Jest enzymem wyjątkowo ciepłoodpornym. Podczas pasteryzacji wysokiej 95 °C przez 15 sekund ulega inaktywacji tylko 65% tego enzymu. Wykazano również obecność tej fosfatazy w mleku sterylizowanym, czyli 135 °C przez 1 sekundę.
- Lizozym. Mleko krowie zawiera go 0,13 mg/l.
- Oksydaza ksantynowa. Jest enzymem katalizującym utlenianie związków aldehydów, puryn i ksantyn. Znajduje się w kuleczkach tłuszczowych. Ilość w mleku krowim to 160 mg/l. Ulega całkowitej inaktywacji w temperaturze 95 °C przez 15 sekund.
- Katalaza. W mleku normalnym jest jej bardzo mało. Większe ilości znajdują się w mleku mastitisowym. Katalaza rozkłada nadtlenek wodoru na H2O i O2. Unieczynnia ją pasteryzacja wysoka.
- Peroksydazy. Katalizują utlenianie amin, fenoli i kwasu askorbinowego. Występują w połączeniu z białkami serwatkowymi w ilości od 30 do 100 mg/l. Wykazują dużą ciepłoodporność. Ulegają inaktywacji w temperaturze 100 °C.

## Mleko w tradycji i kulturze

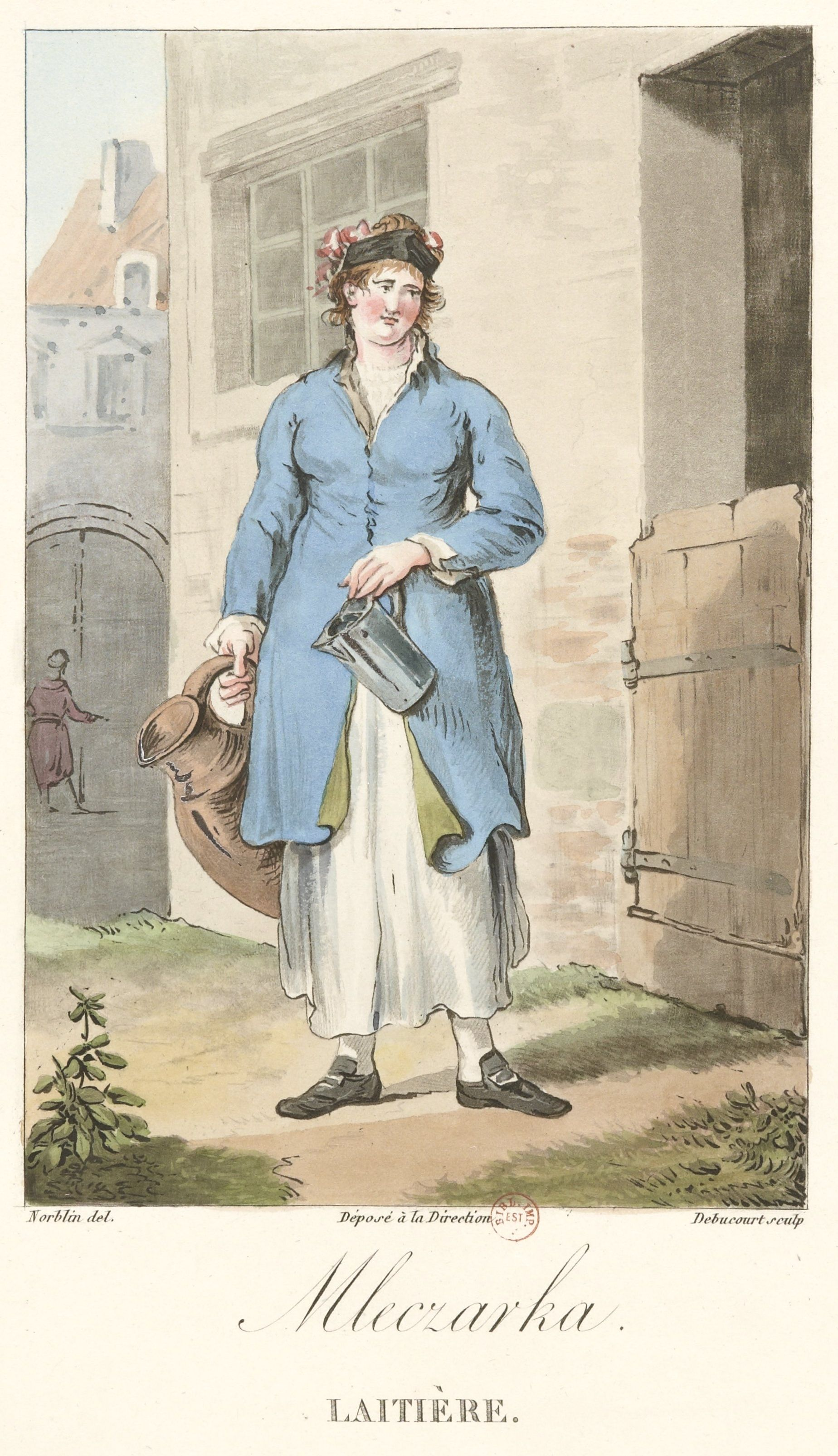
Mleczarka, Jan Piotr Norblin, 1817

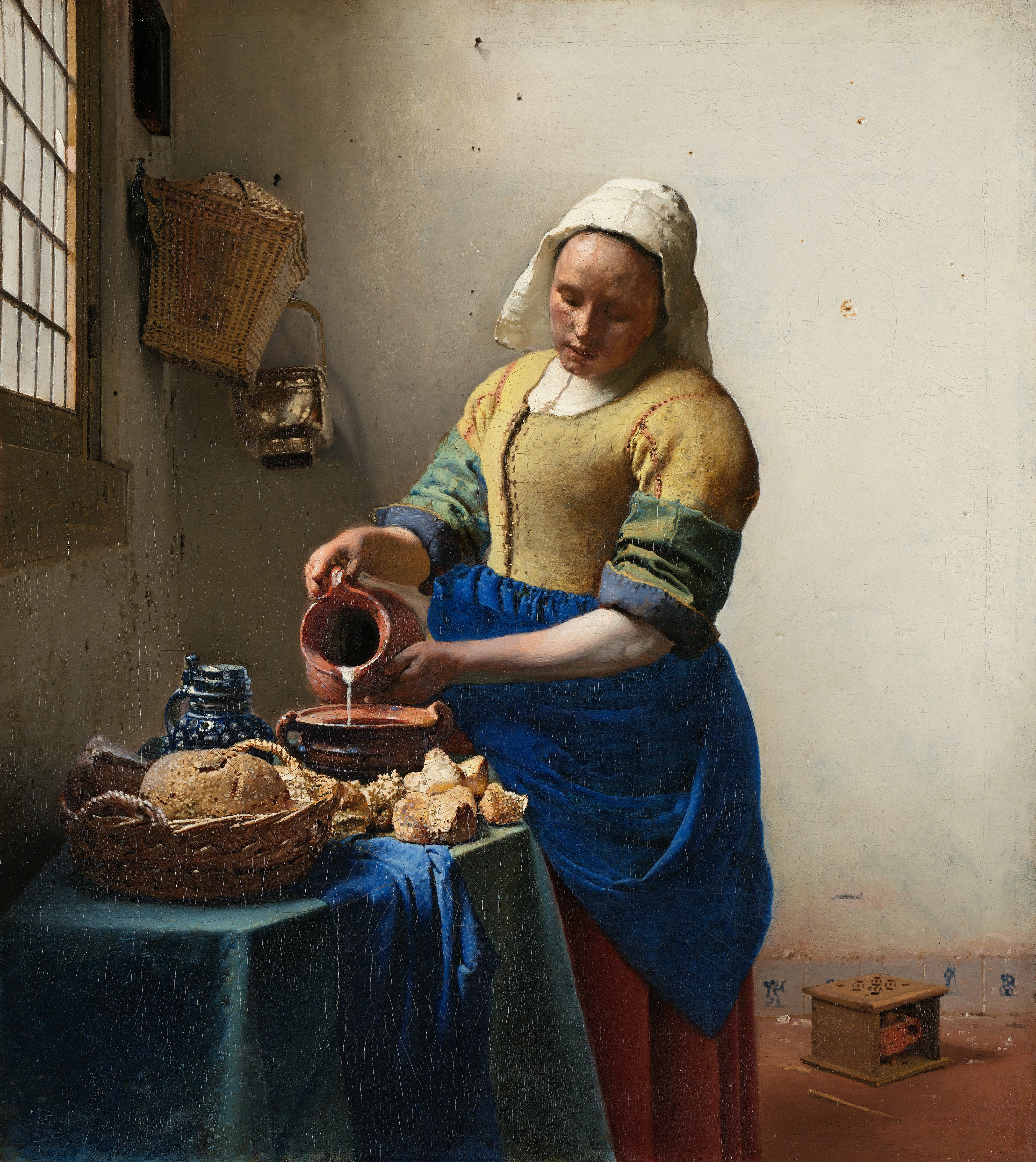
Mleczarka, Jan Vermeer, ok. 1660

W niektórych kulturach (w Chinach, Japonii i wyspach Polinezji) mleko nie jest spożywane. Wynika to z faktu, że mleko jest przez wielu ludzi, szczególnie w Azji całkowicie nieprzyswajalne. Na Bliskim Wschodzie mleka unikają Arabowie, w Afryce zaś m.in. mieszkańcy Nigerii Południowej. 
U niektórych ludów mleko miało znaczenie ceremonialne i było składane bogom i duchom w ofierze. Taka tradycja istniała i u dawnych Słowian, a jej pozostałością był zwyczaj pozostawiania na talerzyku odrobiny mleka dla duszków opiekuńczych.
Mleko stanowi podstawowy produkt do wyrobu różnych napojów mlecznych i serów. W Mongolii z kobylego mleka produkuje się napój alkoholowy – kumys. Mleko także może być poddane zagęszczaniu, odtłuszczaniu i odwadnianiu (mleko w proszku). Sądzi się, że umiejętność zagęszczania mleka opanowali już w XIII wieku Mongołowie.

## Wykorzystanie mleka zwierząt domowych przez ludzi
Z powodu nietolerancji laktozy początkowo w historii ludzkości mleko wykorzystywano tylko do wytwarzania produktów zawierających mało laktozy takich jak masło, jogurt, sery. Przypuszcza się, że mutacja umożliwiająca trawienie laktozy i picie mleka (allel LP) pojawiła się około 7,5 tys. lat temu na Węgrzech. Mutacja ta była jedną z najkorzystniejszych i znacznie zwiększyła przewagę rolników, którzy wygrali konkurencję z ludami zbieracko-łowieckimi Europy Środkowej i Północnej. W Skandynawii i Wielkiej Brytanii laktozy nie toleruje kilka procent ludności, w Grecji i Turcji ponad 70%. Różnicę tłumaczy się tym, że tereny te były już zasiedlone przez rolników zanim pojawili się rolnicy, z mutacją genetyczną umożliwiającą trawienie laktozy i tym samym picie mleka przez całe życie.
Mimo że przez wiele lat stosowano mleko krowie oraz sztucznie przygotowywane preparaty mleczne, najbardziej wartościowym i właściwym pokarmem dla niemowląt jest mleko ludzkie.
Najczęściej wykorzystywane przez człowieka jako produkt spożywczy jest mleko krowie. Jednak w niektórych krajach przeważa użycie mleka innych gatunków zwierząt domowych.
Do wykorzystania kulinarnego w tej czy innej postaci nadaje się zasadniczo mleko wszystkich gatunków ssaków. O faktycznym wykorzystaniu decydują przyzwyczajenia oraz względy praktyczne i zootechniczne (odpowiednio długi okres laktacji, łatwość hodowli, ilość otrzymywanego mleka).
W praktyce ludzie korzystają z mleka:
- bydła domowego
- kóz (częściej do produkcji serów)
- owiec (w Polsce głównie do produkcji serów regionalnych)
- bawołów (Włochy – głównie do produkcji mozzarelli, Indie)

Bardzo ograniczone regionalnie jest wykorzystanie mleka:
- koni
- wielbłądów
- reniferów
- jaków
- lam

Historycznie jest dość dobrze udokumentowane wykorzystanie mleka osłów.
Mleko bawole spożywa się w Indiach, a także we Włoszech, na Węgrzech, na Bałkanach i znacznej części krajów azjatyckich. Mleko owcze pija się w znaczniejszych ilościach w Hiszpanii, a przeznacza się je do wyrobu serów także we Francji i w Polsce (na Podhalu); mleko kozie w basenie Morza Śródziemnego; wielbłądzie w niektórych krajach arabskich oraz kobyle w Mongolii. Lapończycy używają mleka reniferów, Peruwiańczycy – lamy, a ludność Tybetu – jaków.
Według prawodawstwa Unii Europejskiej mleko innych zwierząt domowych niż bydło nie może być określane jako mleko, lecz musi zawierać informację o zwierzęciu gospodarskim (na przykład mleko kozie).

## Odniesienia historyczne
Pas gwiazd i mgławic układający się w poprzek nieba przypominał starożytnym Grekom rozlane na niebie mleko. Stąd wzięły się nazwy „Droga Mleczna” i „galaktyka” – greckie słowo galaktikos oznacza „mleczny”, a nazwa naszej Galaktyki pochodzi od łacińskiego tłumaczenia tego terminu.
W Cesarstwie Bizantyńskim mleko było przede wszystkim napojem ludzi zamożnych – wyłącznie oni (oraz sami rolnicy) mogli sobie pozwolić na kosztowny transport szybko psującego się produktu.

## Lista największych producentów mleka krowiego
| Państwo           | Produkcja (w tonach) | Uwagi         |
| ----------------- | -------------------- | ------------- |
| Stany Zjednoczone | 87 461 300           |               |
| Indie             | 50 300 000           | nieoficjalnie |
| Chiny             | 36 022 650           |               |
| Rosja             | 31 895 100           |               |
| Brazylia          | 31 667 600           |               |
| Niemcy            | 23 301 200           |               |
| Francja           | 17 010 500           |               |
| Wielka Brytania   | 13 960 000           |               |
| Turcja            | 12 480 100           |               |
| Pakistan          | 12 437 000           |               |
| cały świat        | 599 615 097          |               |

## Lista największych konsumentów mleka krowiego i produktów mlecznych[9]
| Państwo         | Mleko (litry) | Ser (kg) | Masło (kg) |
| --------------- | ------------- | -------- | ---------- |
| Finlandia       | 183,9         | 19,1     | 5,3        |
| Szwecja         | 145,5         | 18,5     | 1,0        |
| Irlandia        | 129,8         | 10,5     | 2,9        |
| Holandia        | 122,9         | 20,4     | 3,3        |
| Norwegia        | 116,7         | 16,0     | 4,3        |
| Hiszpania       | 119,1         | 9,6      | 1,0        |
| Szwajcaria      | 112,5         | 22,2     | 5,6        |
| Wielka Brytania | 111,2         | 12,2     | 3,7        |
| Australia       | 106,3         | 11,7     | 3,7        |
| Kanada          | 94,7          | 12,2     | 3,3        |

## Europejskie regulacje dotyczące produktów mlecznych
Zgodnie z Europejską Wspólną polityką rolną pojęcie „mleko” oznacza wyłącznie zwykłą wydzielinę z wymion ssaków – bez żadnych dodatków, ani nie poddaną ekstrakcji – otrzymywaną z co najmniej jednego doju zwierzęta gospodarskiego. Tak samo ma się sytuacja w wypadku przetworów mlecznych: śmietany, śmietanki, chantilly, masła, seru, jogurtu czy kefiru. Jedynym wyjątkiem przewidzianym w Polsce przez unijne przepisy jest ser jabłkowy.
Wyrok Trybunału Sprawiedliwości Unii Europejskiej z 2017 r. potwierdził, że termin „mleko” co do zasady zarezerwowany jest wyłącznie dla mleka pochodzenia zwierzęcego.